# مارگارت نیوتن
مارگارت براون نیوتن (انگلیسی: Margaret Newton; ۲۰ آوریل ۱۸۸۷ – ۶ آوریل ۱۹۷۱) گیاه‌پزشک و قارچ‌شناس کانادایی بود که به‌خاطر تحقیقات پیشگامانه‌اش در زمینه زنگ ساقه (پوچینا گرامینیس) و تأثیر آن بر گندم به عنوان محصول اصلی کشاورزی کانادا، در سطح بین‌المللی شناخته شده بود.

## زندگی شخصی
نیوتن هرگز ازدواج نکرد و به عنوان فردی دوست‌داشتنی، پیگیر، پرانگیزه و با شخصیتی گرم توصیف شده است. او اغلب «تا حد خستگی مفرط کار می‌کرد».

### زندگی اولیه و تحصیلات
نیوتن در ۲۰ آوریل ۱۸۸۷ در مونترال از جان نیوتن و الیزابت براون متولد شد. او چهار خواهر و برادر کوچکتر داشت: رابرت، جان، ویلیام و دوروتی. پدرش شیمیدانی بود که به کاربرد علم در کشاورزی علاقه داشت. تحصیلات رسمی او در یک مدرسه تک‌اتاقه در نورث نیشن میلز آغاز شد، شهرکی با حدود ۳۰۰ سکنه در رودخانه پتیت-نیشن شمال پلزانس. خانواده پس از انتقال پدر به شغل پردرآمدتر به مونترال بازگشتند، جایی که نیوتن دوره راهنمایی و دو سال دبیرستان را گذراند. سپس خانواده به پلزانس بازگشتند و او دبیرستان را در آنجا به پایان رساند، دو سال دیگر در مدرسه روستایی تحصیل کرد و یک سال در مدرسه نورث نیشن میلز تدریس نمود. نیوتن سپس به ونکلیک هیل در انتاریو نقل مکان کرد و تحصیلات خود را در مؤسسه کالجییت ونکلیک هیل ادامه داد و آموزش معلمی را در مدرسه عادی تورنتو به پایان رساند. او سه سال در لاچین و یک سال در مدرسه نورث نیشن میلز تدریس کرد و پس‌انداز خود را صرف تحصیلات دانشگاهی نمود.

### تحصیلات دانشگاهی
نیوتن که به هنر علاقه‌مند بود، ابتدا در برنامه هنر دانشگاه مک‌مستر در همیلتون، انتاریو ثبت‌نام کرد، اما پس از یک سال به مونترال بازگشت و در برنامه کشاورزی کالج مک‌دونالد ثبت‌نام کرد. در آنجا تنها زن در کلاس ۵۰ نفره بود و مدال تحصیلی فرماندار کل برای بهترین عملکرد علمی را دریافت کرد. او اولین عضو زن انجمن حفاظت از گیاهان کبک شد و در انجمن مناظره عضو بود و یک سال ریاست انجمن ادبی را بر عهده داشت. در سال دوم تحصیل در کالج مک‌دونالد، او دوره قارچ‌شناسی دبلیو. پی. فریزر را گذراند و به تحقیقات او دربارهٔ بیماری‌های زنگ غلات علاقه‌مند شد که منجر به علاقه و مطالعه او در آسیب‌شناسی گیاهی گردید.

## تحقیقات پیشگامانه
در سال ۱۹۱۷، استاد راهنمای او دبلیو. پی. فریزر برای تحقیق دربارهٔ اپیدمی ویرانگر زنگ ساقه در سال ۱۹۱۶ که ۱۰۰ میلیون بوشل گندم به ارزش حدود ۲۰۰ میلیون دلار را نابود کرده بود، به غرب کانادا سفر کرد. او نیوتن را مأمور مطالعه نمونه‌های جمع‌آوری شده کرد. نیوتن تنها پس از لغو محدودیت استفاده زنان از امکانات آزمایشگاهی در شب توسط رئیس دانشکده این مسئولیت را پذیرفت، اگرچه هنوز با محدودیت ساعت ۲۲ خوابگاه خود مواجه بود. در طول تحقیقات، او کشف کرد که هاگ‌های زنگ ساقه با شدت‌های مختلفی گندم را آلوده می‌کنند.
نیوتن و دوستش پرل کلیتون استنفورد در سال ۱۹۱۸ با مدرک لیسانس علوم کشاورزی (B.S.A.) فارغ‌التحصیل شدند و اولین زنانی بودند که از این کالج مدرک گرفتند. سال بعد، او مدرک کارشناسی ارشد علوم (M.Sc.) را با پایان‌نامه‌ای با عنوان «مقاومت انواع گندم به پوچینا گرامینیس» دریافت کرد که به «اشکال مختلف هاگ در قارچ زنگ ساقه» می‌پرداخت. در تمام این مدت، او از نظر موفقیت‌های علمی سرآمد کلاس خود بود.